# Luka Romero
Luka Romero Bezzana född 18 november 2004 i Durango City i Mexiko, är en argentinsk fotbollsspelare som spelar för AC Milan i Serie A.
Romero, som har tre medborgarskap, skulle kunna representera det mexikanska, det argentinska och det spanska landslaget. Han har endast spelat för Argentinas ungdomslag, då han själv sagt att det är det landet han vill representera.

## Klubblagskarriär

### Tidig karriär
Romero började spela fotboll för moderklubben Sant Jordi. År 2011 var Romero nära på att skriva på för FC Barcelona men övergången bröts då han ännu inte hade fyllt 10 eller bodde i närheten av Barcelona. År 2015 skrev Romero istället på ett åttaårskontrakt med RCD Mallorca. Under sina första fyra år i klubben gjorde Romero 230 mål på 108 matcher för klubbens ungdomslag. 

### Mallorca

#### Säsongen 2019/20
Romero började träna med Mallorcas A-lag den 5 juni 2020 under huvudtränaren Vicente Moreno ansvar. Endast 11 dagar senare fick Romero följa med laget när de flög till Valencia för att ta sig an Villareal CF i La Liga. Matchen slutade i en 1–0-förlust för Mallorca och Romero blev kvar på bänken under hela matchen. 
Romero spelade sin första match för Mallorca den 24 juni 2020 när laget tog emot Real Madrid borta på Alfredo di Stéfano-stadion. Det var i den 83:e matchminuten när Romero byttes in mot Iddarisu Baba, Romero hann spela 7 minuter innan domaren blåste av matchen, Real Madrid vann med 2–0. Detta ledde till att Romero, endast 15 år och 219 dagar blev den yngsta spelaren någonsin att spela i La Liga efter att han brutit ett 81 år gammalt rekord som tidigare hade hållits av Sansóns, som vid den tiden var 15 år och 255 dagar gammal.

#### Säsongen 2020/21
Romero startade säsongen 2020/21 med Mallorcas A-lag, men dök också upp med B-laget i Tercera División vid vissa tillfällen. Han gjorde sitt första seniormål den 1 november 2020 då han gjorde mål med B-laget i en 3–0-seger mot CD Llosetense.
Romero gjorde sitt första professionella mål med Mallorcas A-lag den 29 november 2020 då han gjorde det fjärde målet i en 4–0-seger mot UD Logroñés i Segunda División.

### Lazio
Romero skrev den 19 juli 2021 på för den italienska klubben Lazio i Serie A.

### AC Milan
1 juli 2023 lämnade Luka Lazio och gick med AC Milan gratis till 2027.

## Landslagskarriär
Romero är född i Mexiko med en argentinsk familj och flyttade till Spanien i unga år, vilket gör att Romero har tre olika pass och är berättigad till alla tre landslag. Romero har representerat det argentinska U15-laget och skulle även representerat landets U17-lag under Montaigu Tournament men turneringen blev inställd på grund av COVID-19. 
Romero har själv sagt i en intervju att han helst spelar för det argentinska landslaget då hans familj kommer från landet.

## Privatliv
Romero är son till den före detta fotbollsspelaren Diego Romero och är även tvilling med Tobías Romero som spelar som målvakt.

## Statistik

### Klubblagsstatistik
| Klubb                                                   | Säsong            | Inhemsk liga      | Inhemsk liga | Inhemsk liga | Nat. täv. | Nat. täv. | Internat. täv. | Internat. täv. | Totalt | Totalt |
| Klubb                                                   | Säsong            | Serie             | SM           | Mål          | SM        | Mål       | SM             | Mål            | SM     | Mål    |
| ------------------------------------------------------- | ----------------- | ----------------- | ------------ | ------------ | --------- | --------- | -------------- | -------------- | ------ | ------ |
| Mallorca                                                | 2019/20           | La Liga           | 1            | 0            | 0         | 0         | 0              | 0              | 1      | 0      |
| Mallorca                                                | 2020/21           | Segunda División  | 6            | 1            | 2         | 0         | 0              | 0              | 8      | 1      |
| Mallorca                                                | Totalt i klubblag | Totalt i klubblag | 7            | 1            | 2         | 0         | 0              | 0              | 9      | 1      |
| Mallorca B                                              | 2019/20           | Tercera División  | 0            | 0            | 1         | 0         | 0              | 0              | 1      | 0      |
| Mallorca B                                              | 2020/21           | Tercera División  | 6            | 1            | 0         | 0         | 0              | 0              | 6      | 1      |
| Mallorca B                                              | Totalt i klubblag | Totalt i klubblag | 6            | 1            | 1         | 0         | 0              | 0              | 7      | 1      |
| Lazio                                                   | 2021/22           | Serie A           | 1            | 0            | 0         | 0         | 0              | 0              | 1      | 0      |
| Lazio                                                   | Totalt i klubblag | Totalt i klubblag | 1            | 0            | 0         | 0         | 0              | 0              | 1      | 0      |
| Antal matcher och mål är korrekt per den 8 januari 2022 |                   |                   |              |              |           |           |                |                |        |        |